# Thomas Thorburn
Thomas William Thorburn, född 16 april 1913 i Uddevalla, död 13 mars 2003 i Sankt Peters Klosters församling i Skåne län, var en svensk ekonom och professor i företagsekonomi vid Handelshögskolan i Stockholm. Han var son till Charles och Valborg Thorburn.

## Biografi
Thorburn blev diplomerad från Handelshögskolan i Stockholm 1933. Han var verkställande direktör för Ångbåtsaktiebolaget Bohuslänska kusten i Uddevalla 1947-1949 samt generalsekreterare för Stockholms stads hamndelegation 1953-1960 och för Svenska hamnförbundet 1956-1961.
Thorburn blev ekonomie licentiat 1956. Han disputerade vid Handelshögskolan 1960 på doktorsavhandlingen Supply and demand of water transport: studies in cost and revenue structures of ships, ports and transport buyers with respect to their effects on supply and demand of water transport of goods och blev därigenom ekonomie doktor och samtidigt docent. Thorburn innehade Stockholm stads professur i företagsekonomi vid Handelshögskolan i Stockholm 1961-1978.